# La Résurrection
Pour les articles homonymes, voir La Résurrection (film) et Résurrection (homonymie).

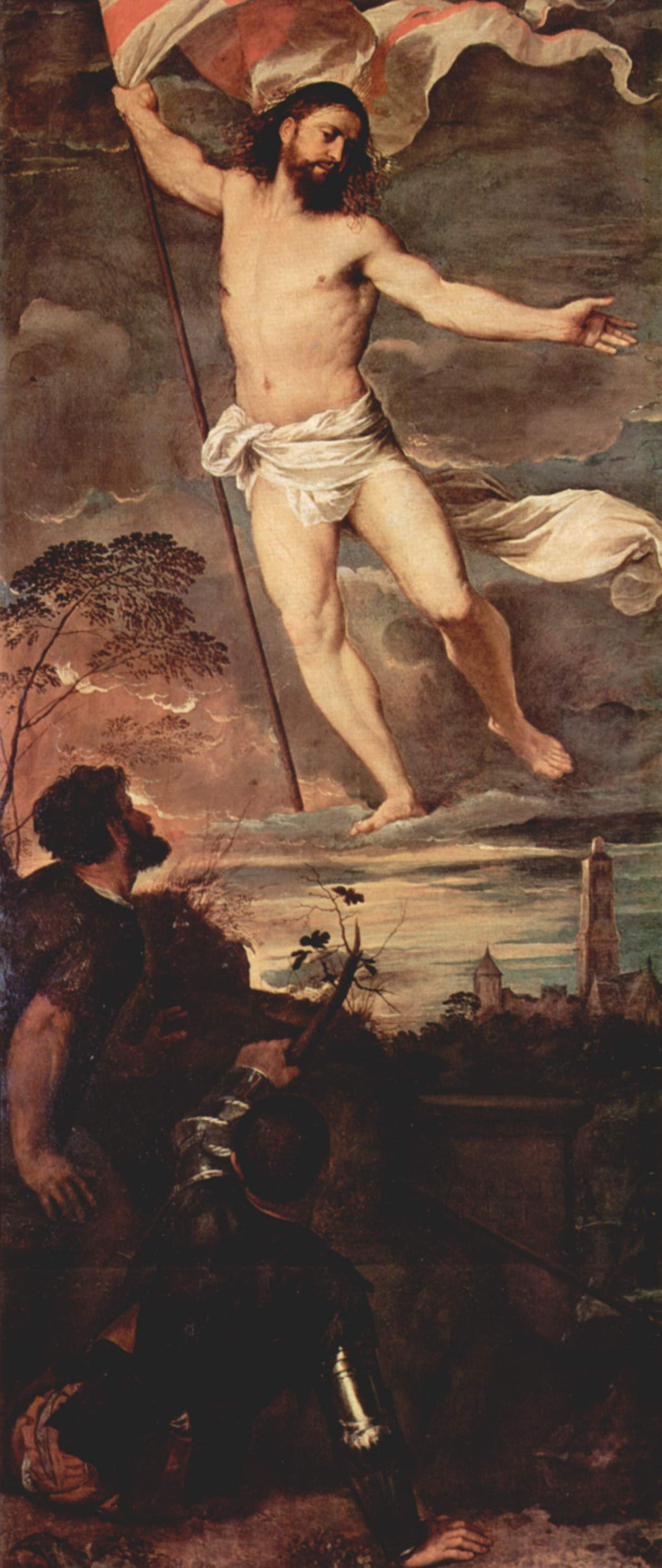
Par le Titien.

La Résurrection est le titre de plusieurs peintures chrétiennes traitant du thème de la Résurrection du Christ.

## Iconographie
Jésus, après sa mort sur la Croix et enseveli, est vu sortant de son tombeau ou sarcophage, des soldats endormis sont allongés autour (ils peuvent être éveillés et surpris de l'apparition), le mont Golgotha de son supplice est visible avec les trois croix. Le Christ apparaît en buste ou s'élève dans les airs arborant sa bannière. La présence d'anges témoins de la scène est possible.

## Peintres du thème
(de tableaux ou d'éléments de prédelle exposant les épisodes de la Passion du Christ)
- Piero della Francesca : La Résurrection
- Caspar Isenmann (1462)
- Dirk Bouts
- Matthias Grünewald (1512)
- Le Pérugin : élément du retable de l'Annonciation
- Meister von Meßkirch
- Hans Multscher
- Andrea Mantegna (un élément du retable de San Zeno)
- Le Titien
- Anthonis Mor
- Rembrandt
- Johann Heinrich Wilhelm Tischbein
- Louise-Hollandine de Bavière (XVIIe siècle)